# Чапаєво (Туймазинський район)
Чапа́єво (рос. Чапаево, башк. Чапаев) — присілок (в минулому селище) у складі Туймазинського району Башкортостану, Росія. Входить до складу Верхньотроїцької сільської ради.
Населення — 56 осіб (2010; 58 у 2002).
Національний склад:
- башкири — 85 %